# Ignacio Achurra
Ignacio Jaime Achurra Díaz (Santiago, 19 de octubre de 1979) es un académico, dramaturgo, director y actor chileno. Entre 2021 y 2022 fue convencional constituyente por el distrito n° 14.

## Biografía
Nació en Santiago de Chile en 1979, es hijo del también actor Patricio Achurra y de Ximena Díaz. Hermano de la fotógrafa Macarena Achurra y de la cocinera y cantante Connie Achurra.
Miembro fundador de la compañía de teatro La Patriótico Interesante, con la que ha realizado desde el 2002 una intensa creación e investigación en el ámbito del teatro callejero, poniendo en escena a la fecha más de 10 espectáculos, algunos de los cuales han sido presentados en importantes festivales en Chile, Ecuador, Colombia, España, Francia, Inglaterra, Alemania, Marruecos e India. Grupo, con el que además, ha obtenido diversos fondos concursables en Chile para creación e itinerancia internacional (FONDART, DIRAC) y ha realizado diversos proyectos de teatro comunitario.
En 2003 recibió el premio a la mejor dirección en el Festival de Nuevos Directores del Magíster en Dirección Teatral de la U. de Chile. Como actor trabajó en 2006 en Francia, Suiza y Chile para diversos espectáculos de la compañía francesa Generik Vapeur, y ha participado en variadas producciones nacionales de teatro, cine y televisión, siendo miembro de elenco estable en TVN y Mega. 
Como docente, entre 2009 y 2012 impartió clases en las escuelas de teatro de la Universidad Santo Tomás y la Universidad de Chile. Ha dictado seminarios y cursos de Teatro Callejero, Creación Colectiva, Teatro Épico, Teatro de la Crueldad y Técnica Clown; realizado conferencias sobre teatro y espacio público (en Chile y el extranjero); y ha sido jurado en diversos festivales, destacando el Festival Internacional Santiago a Mil, en 2012. 
En 2011 se desempeñó como director artístico de las conmemoraciones organizadas por el Consejo nacional de las Artes y la Cultura en Chile (CNCA) en el marco del Día Nacional del Teatro. En 2013 dirigió el espectáculo de egreso de la primera generación en el Máster de Creación en Artes de Calle, de Fira Tàrrega y la Universitat de Lleida (Cataluña, España), y a la compañía catalana Carro FC, formada por exalumnos del Institut de Teatre de Barcelona; además, formó parte del Comité de Expertos en el Área Teatro del Consejo Nacional de la Cultura y las Artes, en Chile. En 2014 dirigió el espectáculo inaugural para la prestigiosa feria de artes de calle en España, Fira Tàrrega, con un elenco internacional siendo transmitido en directo por televisión abierta. A inicios de 2015 codirigió el espectáculo de cierre del festival FITAM en Santiago de Chile, en la emblemática Plaza de la Constitución. 
Actualmente es presidente de SIDARTE, director artístico de la compañía de teatro La Patriótico Interesante, codirector artístico del FITKA (Festival internacional de teatro callejero, Santiago, Chile), director artístico y productor del grupo Contrataque, escena callejera, miembro de la Red de festivales y académico de la Universidad Finis Terrae. 
Siguiendo la trayectoria política de su padre, exalcalde y exconcejal en la zona, se inscribió como candidato del partido Convergencia Social a las elecciones de convencionales constituyentes de 2021 por el distrito 14 (Alhué, Buin, Calera de Tango, Curacaví, El Monte, Isla de Maipo, María Pinto, Melipilla, Padre Hurtado, Paine, Peñaflor, San Bernardo, San Pedro y Talagante), formando parte de la lista Apruebo Dignidad. Resultó electo en los comicios del 15 y 16 de mayo. Achurra integró la comisión transitoria de Comunicaciones, Información y Transparencia. Tras la aprobación del reglamento de la Convención, en octubre de 2021, se unió a la comisión temática de Ciencia y Tecnología, Cultura, Arte y Patrimonio; fue elegido coordinador de dicha instancia junto a Cristina Dorador.

## Filmografía

### Telenovelas
| Telenovelas | Telenovelas          | Telenovelas              | Telenovelas |
| Año         | Teleserie            | Rol                      | Canal       |
| ----------- | -------------------- | ------------------------ | ----------- |
| 2004        | Hippie               | Enrique Villar           | Canal 13    |
| 2005        | Mitú                 | Javier Aceituno          | Mega        |
| 2013        | Solamente Julia      | Marcos Muñoz             | TVN         |
| 2014        | El amor lo manejo yo | Alcides "Máquina" Castro | TVN         |
| 2015        | Papá a la deriva     | Matías Quiroz            | Mega        |
| 2016        | Ámbar                | Manuel Pino              | Mega        |

### Series y unitarios
| Series y unitarios | Series y unitarios     | Series y unitarios     | Series y unitarios |
| Año                | Serie                  | Rol                    | Canal              |
| ------------------ | ---------------------- | ---------------------- | ------------------ |
| 2004               | Quiero                 | Diego Hernández        | Canal 13           |
| 2004               | La vida es una lotería | Richard                | TVN                |
| 2006               | Casado con hijos       | El flecha              | Mega               |
| 2007               | Héroes                 | Teniente Bernardo Luco | Canal 13           |

## Programas de televisión
- Mentiras verdaderas (La Red, 2012) - Invitado.
- Más que 2 (TVN, 2014) - Invitado.
- Zona de Estrellas (Zona Latina, 2014) - Invitado.

## Historial electoral

### Elecciones de convencionales constituyentes de 2021
- Elecciones de convencionales constituyentes de 2021, para convencional constituyente por el distrito N.º 14. (Alhué, Buin, Calera de Tango, Curacaví, El Monte, Isla de Maipo, María Pinto, Melipilla, Padre Hurtado, Paine, Peñaflor, San Bernardo, San Pedro y Talagante)[8][9]

| Candidato                   | Pacto                                    | Partido | Votos  | %    | Resultados   |
| --------------------------- | ---------------------------------------- | ------- | ------ | ---- | ------------ |
| Ignacio Achurra Díaz        | Apruebo Dignidad                         | CS      | 29 620 | 9,76 | Convencional |
| Francisco Caamaño Rojas     | La Lista del Pueblo                      | ILZN    | 26 855 | 8,85 | Convencional |
| Renato Garín González       | Lista del Apruebo                        | ILYB    | 22 079 | 7,28 | Convencional |
| Jaime Coloma Álamos         | Vamos por Chile                          | UDI     | 19 081 | 6,29 |              |
| Camila Musante Müller       | Apruebo Dignidad                         | ILYQ    | 16 211 | 5,34 |              |
| Paulina Valenzuela Río      | Independientes por la Nueva Constitución | ILZT    | 15 735 | 5,19 | Convencional |
| Josefa Faúndez Espinoza     | La Lista del Pueblo                      | ILZN    | 14 951 | 4,93 |              |
| María José Becerra Moro     | Lista del Apruebo                        | PS      | 12 478 | 4,11 |              |
| Sandra Saavedra Löwenberger | Apruebo Dignidad                         | PCCh    | 10 452 | 3,44 |              |
| Cristóbal Orrego Sánchez    | Vamos por Chile                          | PRCh    | 9455   | 3,12 |              |
| Camila Briceño Carrasco     | Lista del Apruebo                        | PDC     | 9160   | 3,02 |              |
| Claudia Castro Gutiérrez    | Vamos por Chile                          | ILXP    | 3760   | 1,24 | Convencional |